# 尹從教
尹從教（1549年—？年），字心傳，號少方，四川敘南衛軍籍敘州府宜賓縣人，明朝政治人物。

## 生平
嘉靖四十三年（1564年）甲子科四川鄉試第九名舉人，萬曆八年（1580年）庚辰科第三甲第一百八十五名進士。吏部觀政，本年授任江西泰和县知县，十四年调官直隸保定府新安縣（今河北省安新縣）知縣，十五年调唐县。二十一年擢升工部营缮司主事，调都水司，任管闸主事，历郎中，二十六年官至浙江绍兴府知府。致仕。

## 家族
曾祖尹峕，指揮僉事；祖尹武，指揮僉事；父尹守祿；母李氏。嚴侍下，妻魏氏，弟從壽（指揮同知）；尹從淑（貢士）；從徵；從今；從達。